# Villa du Parc
La villa du Parc est une voie du 19e arrondissement de Paris, en France.

## Situation et accès
La villa du Parc est une voie privée, située dans le 19e arrondissement de Paris. Elle débute au 21, rue Pradier et se termine au 10, rue Botzaris.

## Origine du nom
Elle doit son nom au voisinage du parc des Buttes Chaumont.

## Historique
Cette voie est ouverte vers 1875 sous le nom de « cité Fouquet ».